# مسكة (عبس)

تعديل مصدري - تعديل

مسكة هي إحدى قرى عزلة مطولة بمديرية عبس التابعة لمحافظة حجة، بلغ تعداد سكانها 129 نسمة حسب تعداد اليمن لعام 2004.